# Rhycherus filamentosus
Rhycherus filamentosus es una especie de pez sapo o pez rana, hallado en el sur de Australia, el Pacífico suroriental y el Índico suroccidental. Este predador emboscado se camufla bien en el lecho marino.
Llevado del Golfo Saint Vicent al South Australian Museum por el curador Frederick George Waterhouse, el naturalista francés Francis de Laporte de Castelnau, cónsul en Melbourne, lo describió formalmente.

## Descripción
Estos peces rana tienen un cuerpo globoso comprimido lateralmente, ojos laterales y grandes bocas inclinadas oblicuamente. La primera espina dorsal se elonga en un ilicio (filamento) rematado por un cebo a modo de gusano. Rhycherus filamentosus puede crecer hasta los 23 cm, su piel está copiosamente decorada con hilos y torzales que se asemejan a frondes de algas rojas. El color básico de estos peces es marrón rojizo con barras, varillas y parches verticales negruzcos y blancuzcos.
Apenas nada, se mantiene en el suelo hasta que su presa se arrima lo suficiente para atraparla por succión al abrir la boca. Usa sus aletas pectorales y pélvicas para desplazarse por el suelo.